# Number One (film, 1969)
Pour plus de détails, voir Fiche technique et Distribution.
Number One est un film américain réalisé par Tom Gries sorti en 1969 et distribué par United Artists. Le film met en scène Charlton Heston dans le rôle du Quarterback Ron « Cat » Catlan et Jessica Walter dans le rôle de sa femme. Les scènes de matchs ont été tournées dans le stade des Saints de La Nouvelle-Orléans de l'époque, le Tulane Stadium.
Le film est encore inédit en France

## Synopsis
Ron Catlan est un joueur de football américain professionnel qui, après seize ans de carrière, n'arrive pas à digérer ses mauvaises performances qu'avec l'alcool et l'aide d'une mystérieuse femme. Son coéquipier Richie lui propose toutefois un travail dans sa compagnie de vente à crédit d'automobile, et plus tard un poste dans l'industrie de l'informatique lui est mis sur la table, mais il refuse, pensant pouvoir emmener un jour son équipe dans la gloire du Super Bowl. Mais sa femme Julie menace de le quitter, ne pouvant plus supporter les déboires de « Cat », qui promet alors à sa femme que tout ira bien après un ultime titre en professionnel. Mais il est gravement blessé lors d'un match contre les Cowboys de Dallas, mettant définitivement un terme à sa carrière.

## Fiche technique
- Titre original : Number One
- Réalisation : Tom Gries
- Scénario : David Moessinger
- Musique : Dominic Frontiere
- Directeur de la photographie : Michel Hugo
- Décors : Jerry Miggins
- Direction Artistique : Art Loel
- Costumes : Rita Riggs et Bucky Rous
- Maquillages : Harry Ray
- Montage : Richard Brockway
- Producteurs : Frank Baur , Walter Seltzer
- Budget : 1 million de dollars
- Création des décors : Jerry Miggins
- Pays d'origine :  États-Unis
- Langue d'origine : anglais
- Genre : Drame
- Durée : 105 minutes
- Date de sortie :
  - États-Unis : 21 août 1969[3]

## Distribution

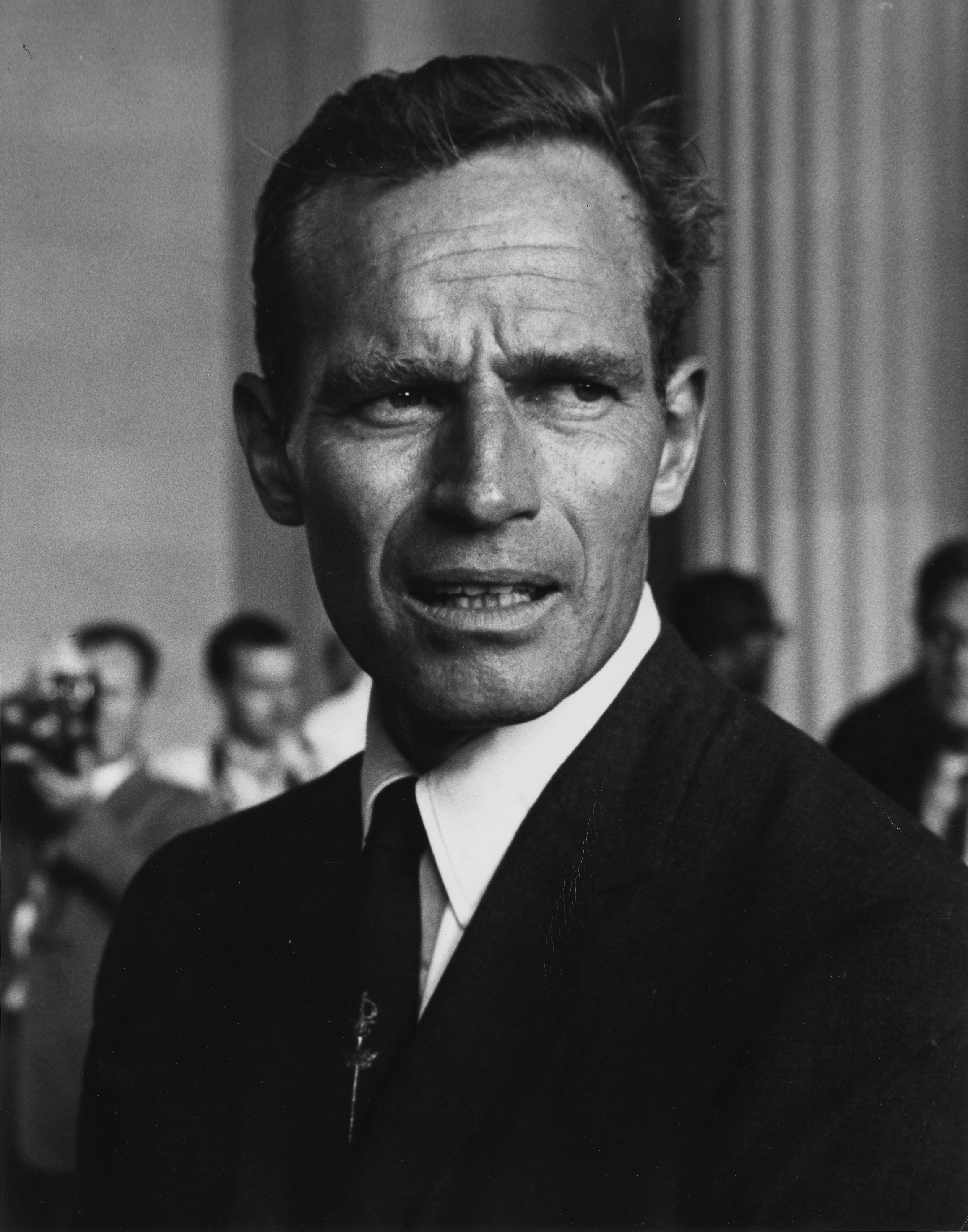
Charlton Heston, ici pendant la Marche pour l'emploi et la liberté à Washington en 1963, incarne Catlan.

- Charlton Heston , ici pendant la Marche pour l'emploi et la liberté à Washington en 1963, incarne Catlan.Charlton Heston : Ron « Cat » Catlan
- Jessica Walter : Julie Catalan
- Bruce Dern : Richie Fowler
- John Randolph : le coach Southerd
- Diana Muldaur : Ann Marley
- G. D. Spradlin : docteur Tristler
- Al Hirt : lui-même